# 曽我部村
曽我部村（そがべむら）は、京都府南桑田郡にあった村。現在の亀岡市曽我部町各町にあたる。

## 地理
- 山岳：霊仙ヶ岳
- 河川：犬飼川、曽我谷川

## 歴史
- 1889年（明治22年）4月1日 - 町村制の施行により、寺村・法貴村・中村・春日部村・犬飼村・西条村・南条村・重利村・穴太村の区域をもって発足。
- 1955年（昭和30年）1月1日 - 亀岡町・東別院村・西別院村・吉川村・薭田野村・本梅村・畑野村・宮前村・大井村・千代川村・馬路村・旭村・千歳村・河原林村・保津村と合併して亀岡市が発足。同日曽我部村廃止。